# سمكة الؤلؤية

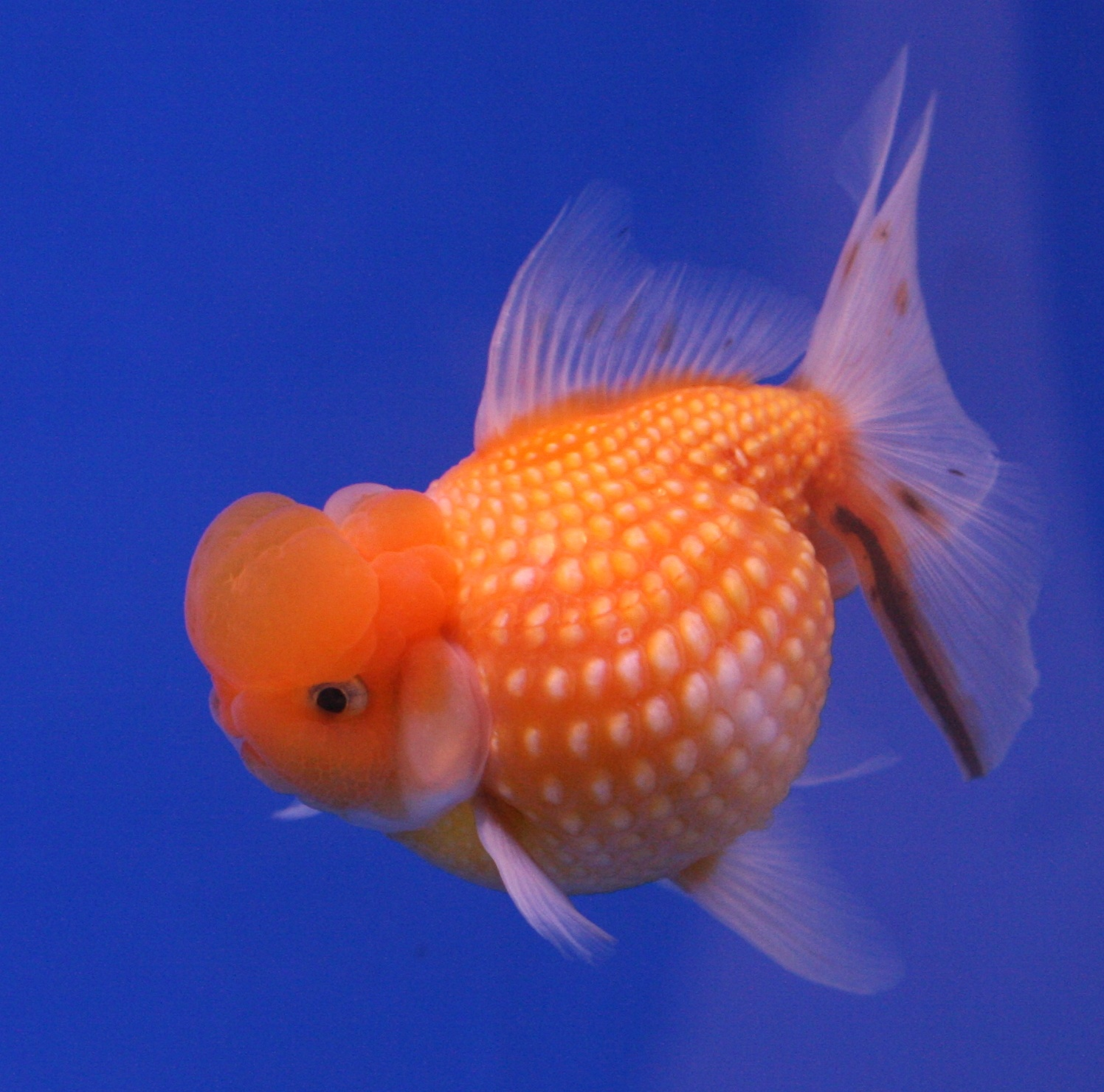

السمكة الؤلؤية (بالإنجليزية: Pearl Scale Goldfish)‏ هي سمكة من أسماك الزينة سمكة نشيطة جدا، الجسم يمثل ثلثي الطول، الزعنفة الظهرية واحدة اما الزعانف الأخرى فهي مزدوجة، الزعنفة الخلفية مقسومة وتتفرع بشكل افقي وتكون دائرية قليلا. ظهرت أولا في عام 1900. السمكة اجتماعية تعيش مع اسماك أخرى، ونظرا لشراهتها في تساهم في تنظيف الحوض من الأوساخ وتلتقط أي شيء على ارضية الحوض، لذا يمكن الاستغناء عن أي سمك زبال في حال وجود هذا السمك في الحوض. هي سمكة تعيش في أي منطقة في الحوض سواء في اعلاه أو وسطه أو اسفله فهي سمكة داؤبة الحركة.
سمك شره يأكل كل شيء تقريبا سواء كانت أطعمة مجمدة أو روبيان (جمبري) مجفف أو طازج أو الاكل المتوفر في محلات بيع الأسماك، وينصح بعدم الإكثار من الاطعمة الطازجة أو المجمدة حتى لا تكثر البكتريا والطفيليات في الحوض. الحرارة المناسبة لها هي بين 18 - 22 درجة مئوية. بالرغم من صعوبه معرفة جنس السمكة وخصوصا عندما تكون صغيرة أو يافعة، ولكن في موسم التكاثر عادة ما يكون الذكر أصغر حجما وأكثر رشاقة من الأنثى. في فترة التناسل يتكون للذكر أشواك بيضاء تسمى درنات التناسل، على غطاء الخيشوم والرأس، أما الأنثى فستكون بشكل أسمن حيث تحمل البيض. يمكن ان تنمو إلى حجم 25 سم أي 5 بوصة تقريبا.

## معرض صور

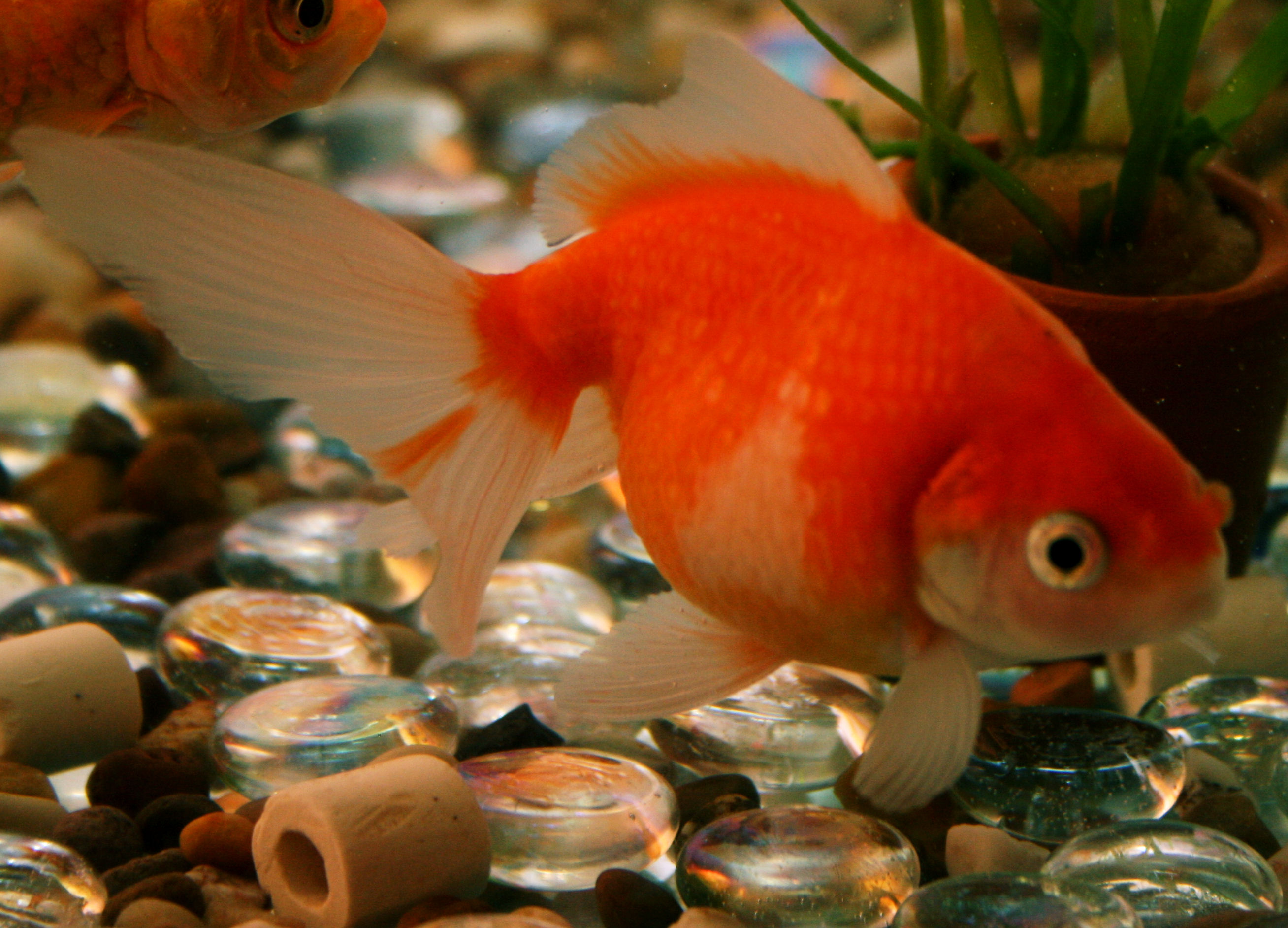
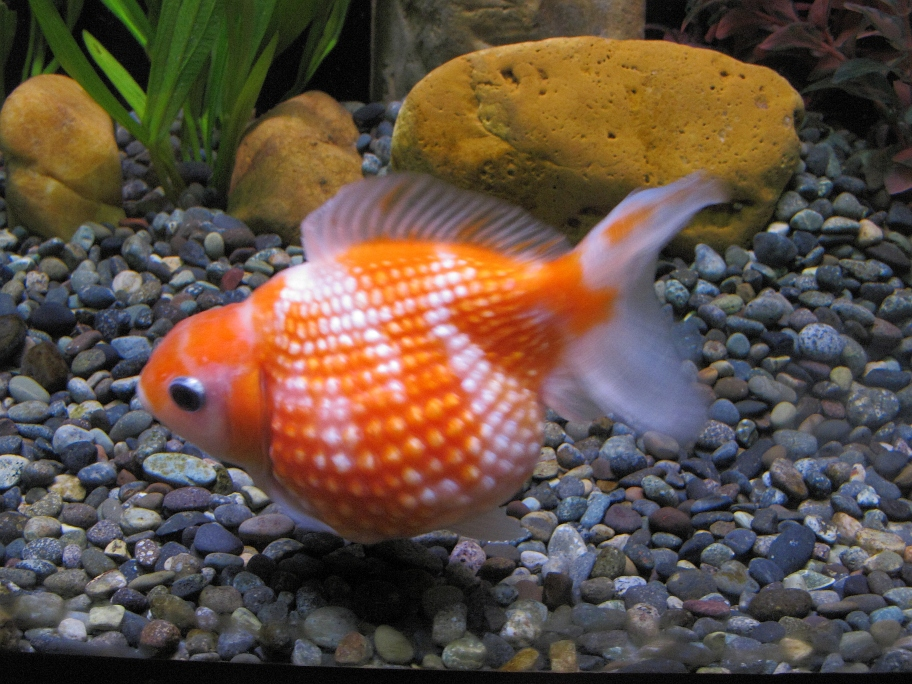
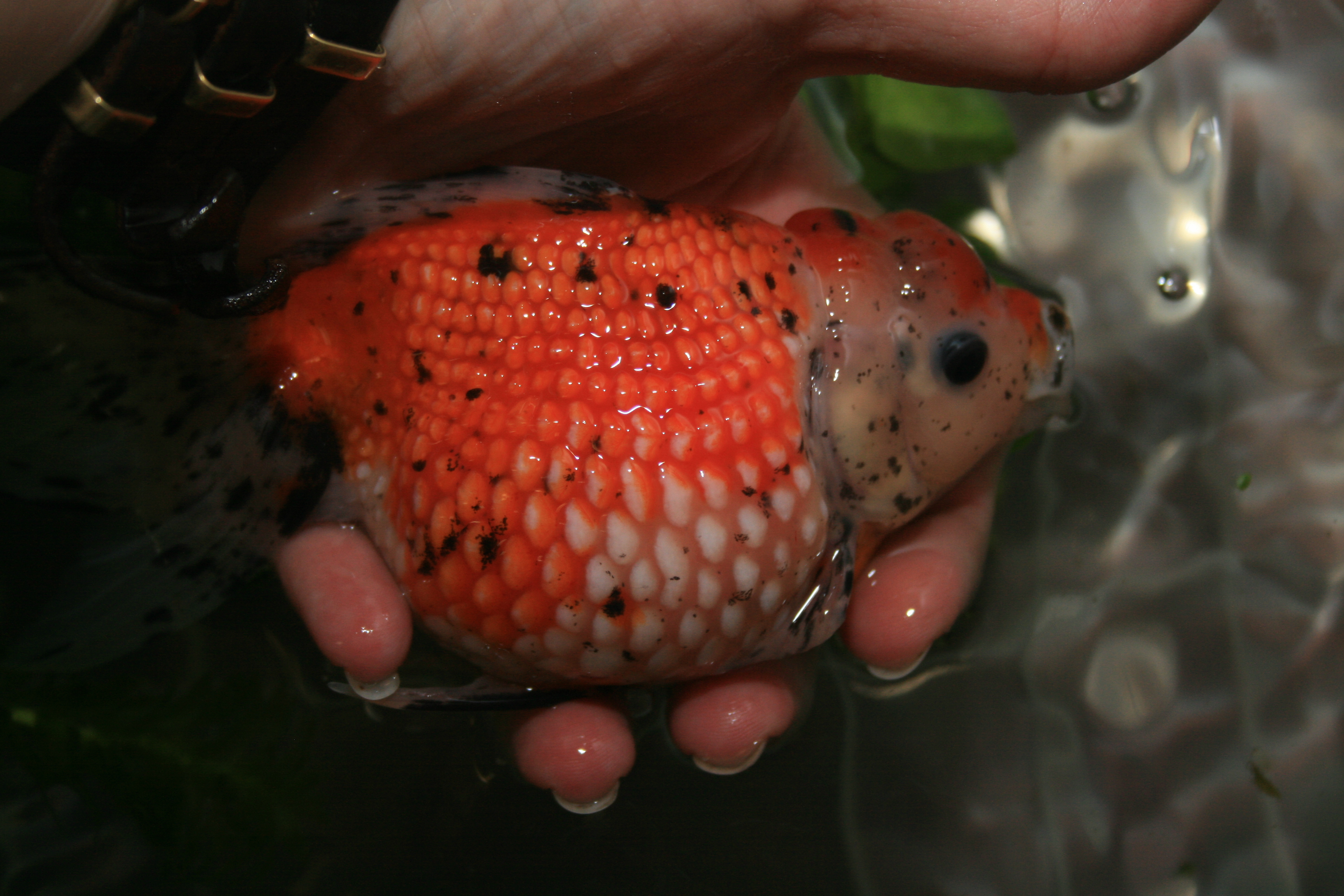